# باهواندی هیرالال
باهواندی هیرالال (انگلیسی: Bahwandi Hiralal؛ زادهٔ ۱ ژوئن ۱۹۵۱) بازیکن فوتبال اهل مالزی است.
این بازیکن به‌همراه تیم ملی فوتبال مالزی در بازی‌های المپیک تابستانی ۱۹۷۲ شرکت کرده‌است.